# العلاقات الغرينادية الغيانية
العلاقات الغرينادية الغيانية هي العلاقات الثنائية التي تجمع بين غرينادا وغيانا.

## مقارنة بين البلدين
هذه مقارنة عامة ومرجعية للدولتين:
| وجه المقارنة                                              | غرينادا                                | غيانا        |
| --------------------------------------------------------- | -------------------------------------- | ------------ |
| المساحة (كم2)                                             | 348                                    | 214.97 ألف   |
| عدد السكان (نسمة)                                         | 107.83 ألف                             | 777.86 ألف   |
| الكثافة السكانية (ن./كم²)                                 | 30.99 ألف                              | 3.62         |
| العاصمة                                                   | سانت جورجز                             | جورج تاون    |
| اللغة الرسمية                                             | لغة إنجليزية، إنكليزية غرنادة المولدة ‏ | لغة إنجليزية |
| العملة                                                    | دولار شرق الكاريبي                     | دولار غياني  |
| الناتج المحلي الإجمالي (بليون دولار)                      | 1.12 مليار                             | 3.68 مليار   |
| الناتج المحلي الإجمالي (تعادل القوة الشرائية) بليون دولار | 1.45 مليار                             | 5.77 مليار   |
| الناتج المحلي الإجمالي الاسمي للفرد دولار أمريكي          | 9.21 ألف                               | 4.13 ألف     |
| الناتج المحلي الإجمالي للفرد دولار أمريكي                 | 12.43 ألف                              |              |
| مؤشر التنمية البشرية                                      | 0.750                                  |              |
| رمز المكالمات الدولي                                      | +1473                                  | +592         |
| رمز الإنترنت                                              | .gd                                    | .gy          |
| المنطقة الزمنية                                           | 00                                     | 00           |

## منظمات دولية مشتركة
يشترك البلدان في عضوية مجموعة من المنظمات الدولية، منها:
| علم المنظمة | اسم المنظمة                                                          | تاريخ انضمام غرينادا | تاريخ انضمام غيانا |
| ----------- | -------------------------------------------------------------------- | -------------------- | ------------------ |
|             | تحالف الدول الجزرية الصغيرة                                          | ?                    | ?                  |
|             | وكالة حظر الأسلحة النووية في أمريكا اللاتينية ومنطقة البحر الكاريبي ‏ | ?                    | ?                  |
|             | الاتحاد البريدي العالمي                                              | ?                    | ?                  |
|             | يونسكو                                                               | 17 فبراير 1975       | 21 مارس 1967       |
|             | البنك الدولي للإنشاء والتعمير                                        | 27 أغسطس 1975        | 26 سبتمبر 1966     |
|             | منظمة الشرطة الجنائية الدولية                                        | ?                    | ?                  |
|             | الأمم المتحدة                                                        | 17 سبتمبر 1974       | 20 سبتمبر 1966     |
|             | بنك التنمية الكاريبي ‏                                                | ?                    | ?                  |
|             | مجموعة دول أفريقيا والكاريبي والمحيط الهادئ                          | ?                    | ?                  |
|             | مؤسسة التنمية الدولية                                                | 28 أغسطس 1975        | 4 يناير 1967       |
|             | الجماعة الكاريبية                                                    | 1 مايو 1974          | 1 أغسطس 1973       |
|             | منظمة التجارة العالمية                                               | ?                    | ?                  |
|             | وكالة ضمان الاستثمار متعدد الأطراف                                   | 12 أبريل 1988        | 18 يناير 1989      |
|             | دول الكومنولث                                                        | ?                    | ?                  |
|             | الاتحاد الدولي للاتصالات                                             | 17 نوفمبر 1981       | 8 مارس 1967        |
|             | مؤسسة التمويل الدولية                                                | 28 أغسطس 1975        | 4 يناير 1967       |
|             | منظمة حظر الأسلحة الكيميائية                                         | ?                    | ?                  |
|             | المركز الدولي لتسوية المنازعات الاستشارية                            | 23 يونيو 1991        | 10 أغسطس 1969      |

## وصلات خارجية
- موقع وزارة الخارجية الغيانية